# Ciencia de superficies

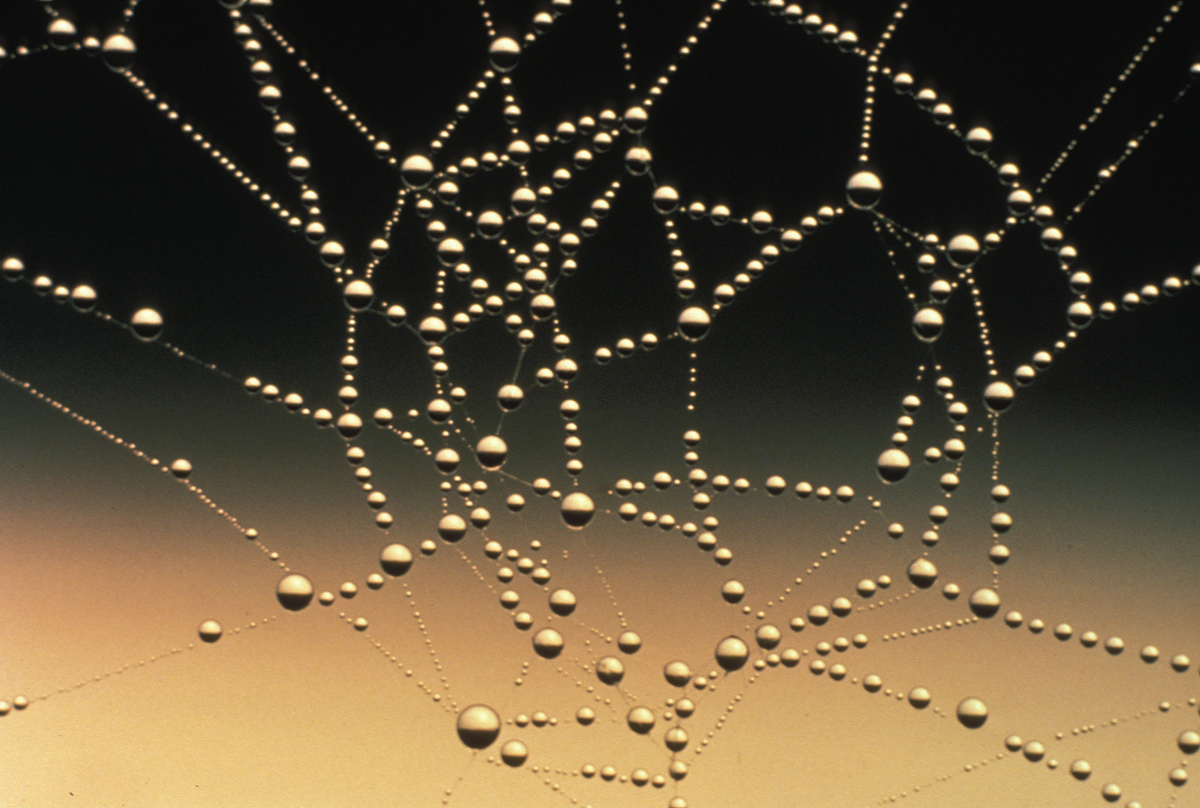
Gotas de agua sobre la superficie de una tela de araña.

La ciencia de las superficies es el estudio de los fenómenos físicos y químicos que ocurren en la interfase de dos fases, incluyendo interfases sólido-líquido, sólido-gas, sólido-vacío, líquido-gas. Es una ciencia interdisciplinaria con campos superpuestos de la química de superficies y física de superficies. Como ciencia es un subcampo de la ciencia de materiales.

## Química de superficies
La química de superficies puede 
definirse, vagamente, como el estudio de las reacciones químicas que ocurren en las interfases. Esta ciencia es particularmente importante para el estudio de las reacciones catalizadas.

## Física de superficies
La física de superficies estudia los cambios físicos que ocurren en las interfases. Algunos de los aspectos que estudia esta rama de la física incluyen las reconstrucciones superficiales; las transiciones electrónicas plasmones y acústicas en las superficies fonones; la epitaxia; la emisión electrónica; el tunelamiento electrónico; el ensamble de superficies; la formación de nanoestructuras.